# Free Agent (album)
Albums de Joell Ortiz
The Brick: Bodega Chronicles
(2007) House Slippers
(2014)
Singles
1. Call Me (She Said)
Sortie : 9 février 2010
2. So Hard
Sortie : 18 janvier 2011

Free Agent est le deuxième album studio de Joell Ortiz, sorti le 22 février 2011.
L'album a été publié chez E1 Music alors que le rappeur avait quitté le label à la fin de l'année 2010.
Il s'est classé 2e au Top Heatseekers, 15e au Top Rap Albums, 22e au Top Independent Albums, 33e au Top R&B/Hip-Hop Albums et 173e au Billboard 200.

## Liste des titres
| No  | Titre                                                                            | Contient un (des) sample(s) de | Durée |
| --- | -------------------------------------------------------------------------------- | --- | ----- |
| 1.  | Intro (Produit par Frank Dukes)                                                  | | 1:57  |
| 2.  | Put Some Money on It (featuring The LOX – Produit par Sean C & LV)               | Popcorn Push Push d'Ernest Van Treose | 2:29  |
| 3.  | Killed for Less (Intro)                                                          | | 0:19  |
| 4.  | One Shot (Killed for Less) (featuring Fat Joe – Produit par Knobody)             | Miss Lady Brown des Chambers Brothers | 3:53  |
| 5.  | Sing Like Bilal (Produit par DJ Premier)                                         | Sing Like Bilal de DJ Premier Big Poppa de The Notorious B.I.G. Got It Locked de Pitch Black featuring Foxy Brown Los Angeles Times de Xzibit Who Got Gunz de Gang Starr, Fat Joe et M.O.P. Feel the Beat de LL Cool J featuring Timbaland | 2:30  |
| 6.  | Finish What You Start (featuring Royce da 5'9" – Produit par Kenny Dope)         | | 3:16  |
| 7.  | Battle Cry (featuring Just Blaze – Produit par Just Blaze et The Audible Doctor) | Battle Cry de Triumph | 5:04  |
| 8.  | Nursery Rhyme (Produit par Nottz)                                                | Power of Soul d'Idris Muhammad | 3:10  |
| 9.  | Phone (Skit)                                                                     | | 0:31  |
| 10. | Call Me (She Said) (featuring Novel – Produit par Novel et Frequency)            | Call Me d'Al Green | 4:08  |
| 11. | So Hard (featuring Anna YvetteFrequency et Anna Yvette)                          | | 3:21  |
| 12. | Oh! (featuring Iffy – Produit par Large Professor)                               | | 4:06  |
| 13. | Checkin for You (Skit)                                                           | | 0:19  |
| 14. | Checkin for You (featuring Sebastian Rios – Produit par Frank Dukes)             | | 3:56  |
| 15. | Good Man Is Gone (Produit par Broadway)                                          | A Good Man Is Gone de Monk Higgins featuring Barbara Mason | 4:01  |
| 16. | Cocaine (Produit par DJ Khalil)                                                  | Cocaine de Nazareth | 3:36  |

| 17. | Incredible (featuring Barrington Levy – Produit par The Audible Doctor) | 3:48 |